# The Prophet Returns
The Prophet Returns è un album discografico di raccolta postumo del rapper statunitense Tupac Shakur, pubblicato nel 2005.

## Tracce
1. Thug Passion (feat. Jewell, The Outlawz & Storm) – 5:09
2. Can't C Me (feat. George Clinton) – 5:31
3. Holla at Me – 4:56
4. Hit 'Em Up (feat. The Outlawz) – 5:12
5. Ambitionz az a Ridah – 4:40
6. No More Pain – 6:16
7. Picture Me Rollin' (feat. Big Syke, CPO & Danny Boy) – 5:16
8. Hold Ya Head (feat. Tyrone Wrice) – 4:00
9. I Ain't Mad at Cha (feat. Danny Boy) – 4:53
10. Hail Mary (feat. Kastro, Young Noble, Yaki Kadafi & Prince Ital Joe) – 5:11
11. Made Niggaz (feat. The Outlawz) – 5:05
12. Keep Ya Head Up – 4:24
13. How Do U Want It (feat. K-Ci & JoJo) – 4:48
14. Me Against the World (feat. Dramacydal) – 4:39
15. All Bout U (feat. Dru Down, Hussein Fatal, Yaki Kadafi, Nate Dogg & Snoop Dogg) – 4:36